# ジュリー・ウォルターズ
ジュリー・ウォルターズ, DBE（Dame Julie Walters, DBE、本名：Julia Mary Walters、1950年2月22日 - ）は、イギリスの女優。ウェスト・ミッドランズ、バーミンガム出身。

## 来歴

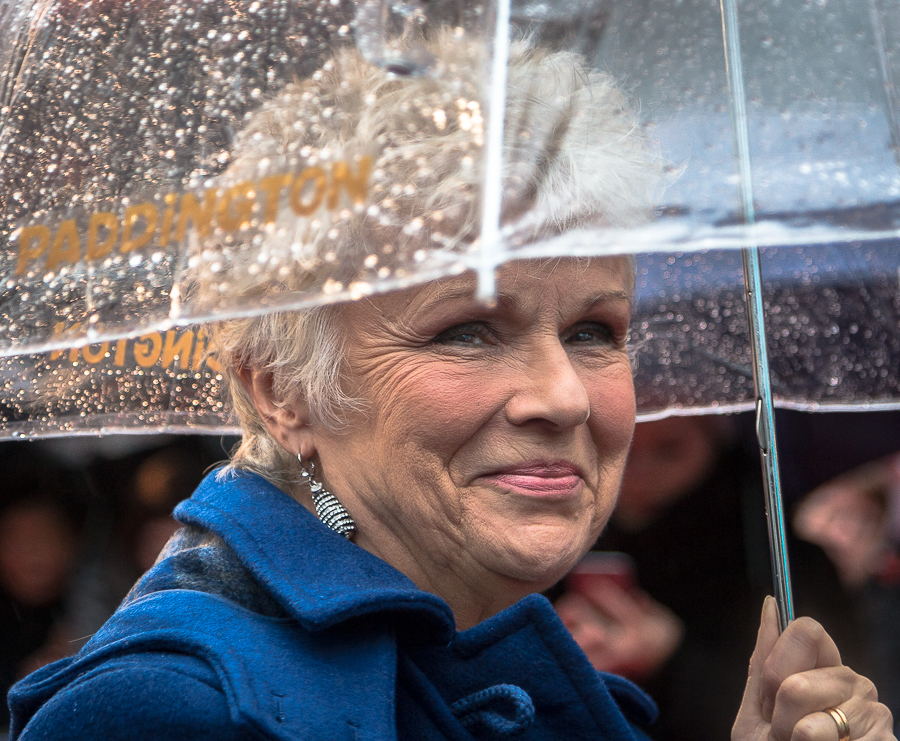
『パディントン』のプレミアにて

マンチェスターで演技を学び、劇団に所属していた。
1983年に映画デビューし、同年公開の『リタと大学教授』でゴールデングローブ賞 主演女優賞 (ミュージカル・コメディ部門) 、英国アカデミー賞 主演女優賞を受賞。また、同作でアカデミー主演女優賞にもノミネートされた。『リトル・ダンサー』（2000年）でもアカデミー助演女優賞にノミネートされた。
『ハリー・ポッターシリーズ』では出演シーンのない『炎のゴブレット』以外モリー・ウィーズリー役を一貫して演じた。
1999年にイギリス王室から「OBE」の、2008年には「CBE」の、2017年には「DBE」の大英帝国勲章を受け取る。

## 主な出演作品
- リタと大学教授 Educating Rita (1983)
- プリック・アップ Prick Up Your Ears (1987)
- Hなえっちな変態SMクラブ Personal Services (1987)
- フィル・コリンズ in バスター Buster (1988)
- 三文オペラ Mack the Knife (1990)
- ガールズ・ナイト Girls' Night (1997)
- リトル・ダンサー Billy Elliot (2000)　-　＊キネマ旬報ベストテン第3位
- ハリー・ポッターと賢者の石 Harry Potter and the Sorcerer's Stone (2001)
- ハリー・ポッターと秘密の部屋 Harry Potter and the Chamber of Secrets (2002)
- カレンダー・ガールズ Calendar Girls (2003)
- ハリー・ポッターとアズカバンの囚人 Harry Potter and the Prisoner of Azkaban (2004)
- ハリー・ポッターと不死鳥の騎士団 Harry Potter and the Order of the Phoenix (2007)
- ジェイン・オースティン 秘められた恋 Becoming Jane (2007)
- マンマ・ミーア! Mamma Mia! (2008)
- ハリー・ポッターと謎のプリンス Harry Potter and the Half-Blood Prince（2009)
- ハリー・ポッターと死の秘宝 PART1 Harry Potter and the Deathly Hallows Part1  (2010)
- モー・モーラム 〜不可能を可能にした女〜（英語版） Mo（2010年） - モー・モーラム役、英国アカデミー賞テレビ部門主演女優賞獲得[1][2][3]
- ハリー・ポッターと死の秘宝 PART2 Harry Potter and the Deathly Hallows,Part2 (2011)
- ホロウ・クラウン/嘆きの王冠 The Hollow Crown (2012年)
- メリダとおそろしの森 Brave (2012年）
- ワン チャンス One Chance (2013年)
- ジャスティンと勇気の騎士の物語 Justin and the Knights of Valour (2013年)
- パディントン Paddington (2014年)
- ブルックリン Brooklyn (2015年)
- パディントン2 Paddington 2 (2017年)
- マンマ・ミーア! ヒア・ウィー・ゴー Mamma Mia! Here We Go Again (2018年)
- ワイルド・ローズ Wild Rose (2018年)
- メリー・ポピンズ リターンズ Mary Poppins Returns (2018年)
- シークレット・ガーデン The Secret Garden (2020年)
- パディントン 消えた黄金郷の秘密 Paddington in Peru (2024年)